# Kirby's Dream Land 2
Kirby's Dream Land 2, conhecido no Japão como Hoshi no Kirby 2 (星のカービィ2, Hoshi no Kābī Tsū?, lit. "Kirby das Estrelas 2"), é um jogo de plataforma de video game desenvolvido pela HAL Laboratory e públicado pela Nintendo para o Game Boy. O jogo foi primeiramente lançado no Japão em 20 de março de 1995 e depois lançado na América do Norte em 1 de maio de 1995. Foi lançado na Europa em 31 de julho de 1995.
Kirby's Dream Land 2 continua as aventuras de Kirby de Kirby's Dream Land e Kirby's Adventure, adicionando três amigos animais para ajudar Kirby na batalha. Ele pode ser jogado no Super Game Boy e dá pequenas mudanças no jogo, como adicionar um esquema de cores personalizado, uma borda especial do jogo e alguns novos efeitos sonoros.
Kirby's Dream Land 2 estava programado para ser reescrito para o Game Boy Color como o Kirby's Dream Land 2 DX, mas foi cancelado junto com Metroid II: Return of Samus DX. O jogo original foi re-lançado no 3DS Virtual Console no Japão em 15 de fevereiro de 2012, em regiões PAL em 17 de maio de 2012, e na América do Norte em 1 de agosto de 2013. Kirby's Dream Land 2 também está incluído no disco Kirby 20th Anniversary Wii, Kirby's Dream Collection.

## História
O enredo segue Kirby, um residente da Terra dos Sonhos. As Pontes do Arco-Íris que conectam as sete Ilhas Arco-Íris foram roubadas por uma força maligna chamada Matéria Escura (Dark Matter), que possuía o Rei Dedede, com a intenção de conquistar a Terra dos Sonhos. Kirby decide derrotar Matéria Escura, acompanhado por três novos amigos animais. Depois de viajar por sete ilhas diferentes, Kirby chega ao Rei Dedede e o derrota.
Se o jogador já tiver coletado todas as sete Gotas de Arco-Íris de cada uma das ilhas, elas se formarão na Espada do Arco-Íris e exorcizarão a Matéria Escura do Dedede derrotado. Segurando o objeto místico, Kirby segue Dark Matter em um confronto final. Ele derrota Dark Matter e usa a espada para criar um novo arco-íris, restaurando assim a paz em Dream Land.

## Recepção
Kirby's Dream Land 2 foi um sucesso e se tornou um best-seller para o Game Boy, vendendo mais de um milhão de unidades. No lançamento, Famicom Tsūshin marcou a versão Game Boy do jogo em 29 de 40. Os quatro revisores da Electronic Gaming Monthly tiveram reações diferentes ao jogo, mas deram uma recomendação unânime baseada principalmente nos gráficos sólidos e na grande variedade de habilidades que o Kirby pode adquirir. Eles marcaram um 7,625 de 10. A GamePro também elogiou as muitas habilidades de Kirby. Embora eles reclamem que o jogo recicla muito conteúdo do Kirby's Dream Land original, eles concluíram que "embora nem tudo seja novo em Dream Land 2, tudo é definitivamente divertido."
A Nintendo Power listou-o como o décimo melhor videogame de Game Boy/Game Boy Color, elogiando-o por adicionar a capacidade de ganhar novos poderes comendo inimigos. Além disso, o jogo é conhecido por ser um dos jogos mais difíceis de obter uma taxa de conclusão de 100% na série Kirby. Em 2019, PC Magazine incluiu Kirby’s Dream Land 2 em seus "10 melhores jogos de Game Boy".